# 이승희 (1970년)
이승희(Sung-Hi Lee, 1970년 4월 1일 ~ )는 대한민국에서 출생한 미국의 여성 모델 겸 영화 배우이다.

## 이력
1978년 대한민국을 떠나 미국에 이주하여 미국 시민권을 취득하였으며 3년 동안 오하이오 주립 대학교에 재학했다. 1991년 미국 플레이보이 모델로 데뷔하였으며 1998년 미국 영화 《A night on the water》로 영화 배우로 데뷔하였다. 2004년 미국 영화 《내겐 너무 아찔한 그녀》에 단역으로 출연하였다.

## 출연작

### 영화
- 1998년 미국 영화 《물 위의 밤》 (A Night On the Water)
- 1998년 미국 영화 《판단의 오류》 (Error in Judgment)
- 2000년 미국 영화 《명령의 사슬》 (Chain of Command)
- 2000년 미국 영화 《간호사 베티》 (Nurse Betty)
- 2000년 미국 영화 《이 여자의 인생》 (This Girl's Life)
- 2003년 미국 영화 《내셔널 램푼의 크리스마스 휴가 2: 에디 사촌의 섬 모험》 (National Lampoon's Christmas Vacation 2: Cousin Eddie's Island Adventure)
- 2004년 미국 영화 《내겐 너무 아찔한 그녀》 (The Girl Next Door) - 페라리(Ferrari) 역
- 2009년 미국 영화 《아트 오브 워 3: 복수》 (The Art of War III: Retribution) - 쑨이(Sun Yi) 역
- 2009년 미국 영화 《트리핑 포워드》 (Tripping Forward) - 크리스털(Crystal) 역

### 텔레비전 드라마
- 2001년 캐나다 드라마 《여왕의 검》 (Queen of Swords) - 〈드래곤 편〉 (The Dragon)
- 2002년 미국 드라마 《버즈 오브 프레이》: 레이디 시바(Lady Shiva) 역
- 2002년 미국 드라마 《킹 오브 퀸즈》 (King of Queens) - 〈홀리 매커렐 편〉 (Holy Mackerel)
- 2005년 미국 드라마 《우리 생애 나날들》 (Days of Our Lives): 소피(Sophie) 역
- 2007년 미국 드라마 《로스트》 (Lost) - 〈트리샤 다나카는 죽었다 편〉 (Tricia Tanaka Is Dead): 트리샤 다나카(Tricia Tanaka) 역
- 2007년 미국 드라마 《백 투 유》 (Back to You)

### 광고
- 1997년 거평패션 라보라 텔레비전 광고
- 1999년 대선주조 시원(C1) 소주 극장용 광고